# نیمه سوم
نیمهٔ سوم (لهستانی: Trzecia połowa) یک مجموعهٔ تلویزیونی کمدی لهستانی است که در سال ۲۰۱۸ منتشر شد.

## گزیدهٔ بازیگران

### نقش‌های اصلی
- پیوتر آدامچیک
- ورونیکا کشیانژکیه‌ویچ
- توماش کارولاک
- سزاری پازورا
- وویچیخ متسفالدوفسکی

### نقش‌های فرعی
- هانا کوناروفسکا
- رافائو زاویروخا
- بارتوئومیئی فیرلت
- یاکوب ویچورک
- داریوش شپاکوفسکی
- یان الکساندروویچ-کراسکو